# Cherokee County (Alabama)
Cherokee County je okres ve státě Alabama v USA. K roku 2010 zde žilo 25 989 obyvatel. Správním městem okresu je Centre. Celková rozloha okresu činí 1 554 km².